# インディファティガブル級巡洋戦艦
| インディファティガブル級巡洋戦艦 | インディファティガブル級巡洋戦艦                                                                                                |
| -------------------------------- | --- |
|                                  | |
| 写真はHMS インディファデガブル。 | |
| 艦級概観                         | |
| 艦種                             | 巡洋戦艦 |
| 艦名                             | 形容詞 |
| 前級                             | インヴィンシブル級 |
| 次級                             | ライオン級 |
| 性能諸元                         | |
| 排水量                           | 常備：18,500トン（インディファティガブルは18,470トン） 満載：6,100トン                                                          |
| 全長                             | 179.8m |
| 全幅                             | 24.4m |
| 吃水                             | 8.1m |
| 機関                             | バブコック・アンド・ウィルコックス式石炭・重油混焼水管缶32基+パーソンズ式高圧式タービン2基＆パーソンズ式低圧式タービン2基 計4軸 |
| 最大出力                         | 44,000hp （インディファティガブルは43,000馬力）                                                                                 |
| 最大速力                         | 25ノット |
| 航続距離                         | 10ノット/6,330海里 |
| 燃料                             | 石炭：3,170トン 重油：840トン                                                                                                   |
| 乗員                             | 784～800名 |
| 兵装                             | Mark X 30.5cm（45口径）連装砲4基 10.2cm（50口径）単装速射砲16基 オチキス 4.7cm機砲4基 45.0cm水中魚雷発射管3門                   |
| 装甲                             | 舷側：152mm 甲板64mm 主砲塔：178mm（前盾） 主砲バーベット部：178mm（最厚部） 司令塔：254mm（最厚部）                            |

インディファティガブル級巡洋戦艦 (インディファティガブルきゅうじゅんようせんかん、英語: Indefatigable class battlecruiser) は、イギリス海軍が第一次世界大戦で運用した巡洋戦艦。世界最初の巡洋戦艦であるインヴィンシブル級巡洋戦艦の改良型。2番艦と3番艦はイギリス帝国自治領（イギリス連邦のオーストラリア、ニュージーランド）の献金により建造された。

## 概要
インディファティガブルが1908年度計画で建造（1911年竣工）され、翌年度計画でオーストラリア自治領政府およびニュージーランド自治領政府の資金拠出により、それぞれの国名を冠した艦が建造された。ニュージーランドは1912年11月に、オーストラリアは1913年6月に竣工した。
将来、各国が独立海軍を保有したときに、その旗艦とする思惑もあったという（オーストラリア海軍の歴史、ニュージーランド海軍の歴史）。
本級の主砲の数はインヴィンシブル級と同等だが、主砲配置は船体中央部の砲塔2基の間隔が広くなり、反対舷への射撃制限は緩和されている。機関出力はさらに増大したため缶数は32となり、3本煙突の間隔も広くなった。装甲厚はインヴィンシブル級と同じである。
同型艦はインディファティガブル、ニュージーランド、オーストラリアの3隻である。2番艦と3番艦は、1番艦（インディファティガブル）より出力、排水量が若干増大している。オーストラリア政府、ニュージランド政府とも、貴重な大型戦闘艦をイギリス海軍のために提供した（第一次世界大戦におけるオーストラリアの軍事史、第一次世界大戦におけるニュージーランドの軍事史）。
ニュージランドは、ヘルゴラント海戦、ドッガー・バンク海戦、ユトランド沖海戦など、複数の海戦に参加した。戦没はユトランド沖海戦でドイツ巡洋戦艦フォン・デア・タン (SMS Von der Tann) が発射した28センチ砲弾を受けて轟沈したインディファティガブルのみである。
ニュージーランドとオーストラリアは大戦後はそれぞれの国で小改造を受けながら運用されたが、いずれもワシントン海軍軍縮条約により廃棄となった。

## 艦形について

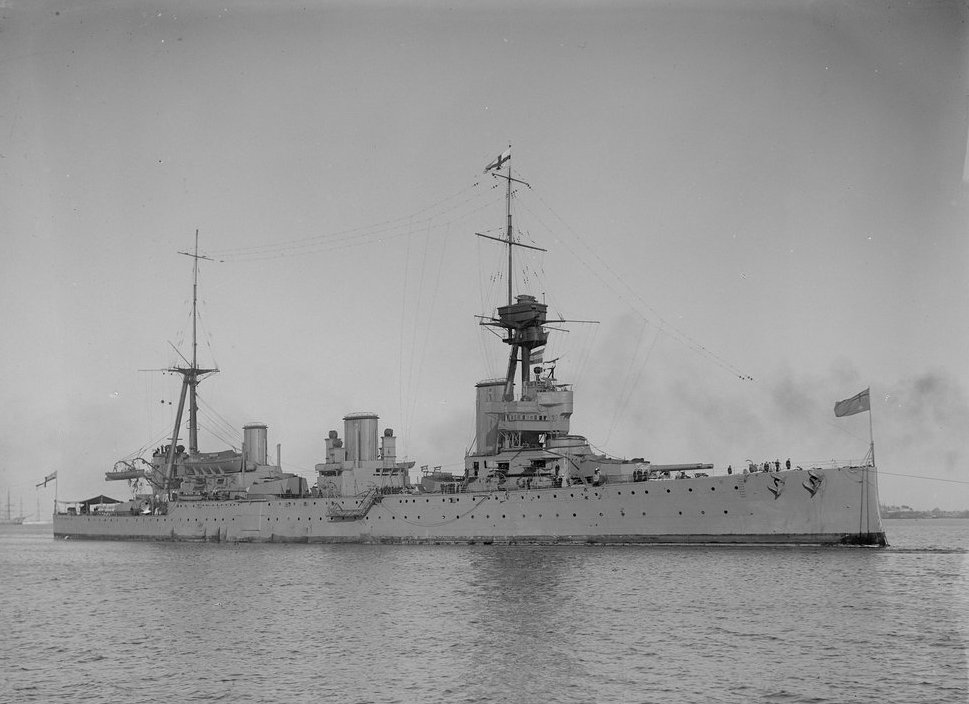
写真は近代化改装後の「オーストラリア」。前部三脚檣の頂上部に射撃方位盤室が設けられている。

船体は前級に引き続き長船首楼型で艦首に軽いシアがつき、本級の凌波性能が高いことをうかがわせる。クリッパー・バウの艦首甲板から前級に引き続き「Mark X型 30.5cm（45口径）砲」を連装式の砲塔に納め、1基を配置する。その背後に操舵艦橋に組み込まれた装甲司令塔の上に三脚式の前部マストが立ち、艦橋後部には1番煙突があり、2番煙突を挟むように左端に2番砲塔と右端に3番砲塔が乗る。艦載艇は3番煙突と後部三脚檣の周囲の上部構造物上部に並べられ、後部構造物の後ろに甲板一段分下がって、後ろ向きに4番主砲塔の順である。
副砲は前級では主砲塔の上に配置されていたが、本級から前部艦橋と後部構造物の壁面にケースメイト式配置で装備された。これは、前級のように主砲塔天蓋部に副砲を配置する従来の方式では主砲発射時は砲員が爆風で吹き飛ばされるためである。よって、副砲を甲板上の上部構造物壁面に埋め込むことにより主砲の爆風対策と外洋航行時に波風に砲員が吹き飛ばされることを対策したものである。しかし、船体の上部に副砲と弾薬庫を配置したためにトップヘビーに悩まされることになった。配置は前部単装6基に後部単装10基の計16基である。

## 主砲について

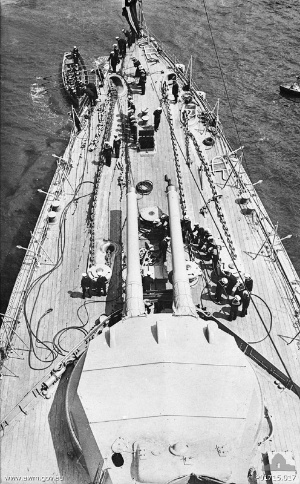
写真は「オーストラリア」の艦首主砲塔。

主砲は前級に引き続き採用された「Mark X 30.5cm（45口径）砲」である。
この砲塔は前級まで水圧式だったのに対し、主動力はフランス式の電動式であったことが一大特徴である。旋回・俯仰・揚弾・装填を全て電動でまかなう意欲作であったが旧来より電動モーターの運用に長けたフランスとは異なり、長らく水圧方式に慣れたイギリスでは各所に苦心の工夫が見受けられたが、いかんせん技術力に劣るために、しばしば作動不能を起こしてイギリス海軍では「電動方式は欠陥」と判断され、第一次大戦前に水圧方式に改造された。
俯仰能力は砲身を仰角13.5角から俯角3度まで自在に上下でき、どの角度でも装填が出来る自由角装填を採用した。旋回角度は船体首尾線方向を0度として、艦首尾の1番･4番砲塔は左右150度の旋回角度を持ち、艦中央部の2番･4番砲塔は舷側に対し180度、反対舷方向には30度の旋回角度を持たせていた。
主砲身の俯仰・砲塔の旋回・砲弾の揚弾・装填は主に電力で行われ、補助に人力を必要とした。発射速度は毎分1～1.5発である。

## 副砲、その他備砲について

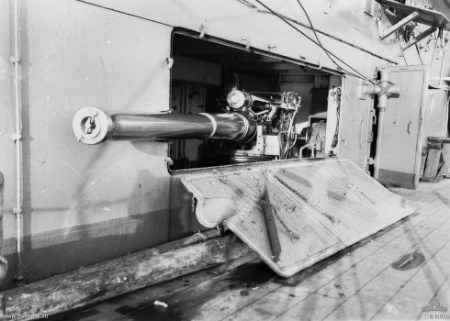
写真は「オーストラリア」のケースメイト配置の副砲。

副砲は前級に引き続き「Mark VII 10.2cm（50口径）砲」を採用した。副砲配置は前級が主砲塔の上に配置されていたが、本級から前部艦橋と後部構造物の壁面にケースメイト式配置で装備された。これは、前級のように主砲塔天蓋部に副砲を配置する従来の方式では主砲発射時は砲員が爆風で吹き飛ばされるためである。よって、副砲を甲板上の上部構造物壁面に埋め込むことにより主砲の爆風対策と外洋航行時に波風に砲員が吹き飛ばされることを対策したものである。しかし、船体の上部に副砲と弾薬庫を配置したためにトップヘビーに悩まされることになった。
配置は前部単装6基に後部単装10基の計16基である。
他に対水雷艇用に4.7cm単装砲4基を6基搭載した。更に対艦攻撃用に45cm水中魚雷発射管を単装で3基内蔵した。

## 機関について
機関はバブコック・アンド・ウィルコックス式石炭・重油混焼缶32基にパーソンズ式高圧タービン2基と同低圧タービン2基を組み合わせ、速力25ノットと最大出力43,000馬力を発揮し、建造中に改良されたものは「オーストリラリア」「ニュージーランド」に搭載され44,000馬力を発揮した。
機関配置は32基あるボイラーは、4基ある主砲塔弾薬庫に挟まれるように配置され、第一から第三までのボイラー缶室が均等に並ぶこととなった。これは、どれか一つのボイラー缶室で火災が起きた場合には二つの弾薬庫が延焼する危険性を絶えずはらむことになった危険な機関配置であった。

### 注
1. ↑  ○属領地の獻艦[2]　カナダにおける獻艦案は、かくて兎に角行惱める時に當り、オーストラリヤにおける、獻艦オーストラリヤ號は、六月に竣成し、ニュージーランドよりの獻艦ニュージーランド號は、之れより先き既に二月竣工して、世界週航の途に上れり。こは既に早く一九〇九年ニュージーランド政府が属領各地における大英帝國海軍の範を垂れんと志し、必要に應じて超弩級艦戰闘艦一隻乃至二隻を獻上すべしと建議せしを以て、一九一二年三月に到りマツケンジー内閣は先きの約を履行し當時本國にて建造中なりし戰艦に對しその製艦費を支出したる者なり。唯獻艦の形式は、ニュージーランドより發意の形式によらずして、植民大臣よりニュージーランド政府に勸誘の形式をとれり。
　刻下頗る切迫せる歐洲列強の海軍擴張案完成の暁、英國海軍をして彌々優秀ならしむるため、巡洋戰闘艦ニュージーランド號をして支那に服務せしめんよりは、寧ろ北海における本國艦隊たらしめん事を切望す。
　と。之に對しニュージーランド首相は應諾せり。
2. ↑  〔 午後四時十五分より同四十三分迄彼我兩巡洋戰艦は極めて激烈なる戰を交へたり。發砲開始より約二十五分、即ち午後四時十五分英軍の戰艦インデファチガブルに一大爆發起り沈没し、四時三十分頃には英の三番艦クイーン・メリー亦同一運命に遭遇し、英軍の状況は悲惨なりしも、英軍は少しも屈せず益〃奮戰せり。英の第五戰艦戰隊は午後四時八分漸く戰列に入り、獨の殿艦と砲火を交へしも不幸にして距離遠きに過ぎたり。[4](以下略)